# Tổng hợp hạt nhân sao
Tổng hợp hạt nhân sao là quá trình qua đó nguồn nguyên tố hóa học dồi dào tự nhiên trong các ngôi sao biến đổi do phản ứng tổng hợp hạt nhân trong các lõi và trong các lớp bên trên của chúng. Các ngôi sao được goi là "tiến hóa" với những sự thay đổi của các nguồn nguyên tố hóa học trong nó. Phản ứng tổng hợp hạt nhân trong lõi làm tăng khối lượng phân tử của các nguyên tố và làm giảm số lượng hạt nhân, từ đó dẫn đến làm mất áp lực trừ khi lực hấp dẫn dẫn đến sự co rút, làm tăng nhiệt độ và làm cân bằng giữa các lực. Một ngôi sao mất phần lớn khối lượng của nó khi nó giải phóng khối lượng vào cuối đời sống của một ngôi sao, do đó làm tăng sự dồi dào các nguyên tố nặng hơn heli trong không gian liên sao.